# 嘩！英雄
《嘩！英雄》是1992年上映的一部香港喜剧动作片，由陳木勝执导，劉德華、張曼玉、黄秋生和張耀揚主演。

## 剧情
住在大屿山农村的元德華与母亲相依为命，他从小就跟着师父——阿兰的父亲练就一身跆拳道好功夫，最拿手的一招就是720度旋风腿，他与阿兰青梅竹马彼此喜欢对方。后来阿华当上了香港CID警察，成为全村的骄傲。华在义叔担任督察的第一組效力，在一次抓捕毒贩的行动中华靠好身手立下奇功，被同事称赞为英雄。另一队督察张扬就想要将华揽入自己小组之中被华拒绝，于是在警署内两人展开了一场比武较量。张曾在香港皇家警察跆拳道比赛中获得冠军，也是一名跆拳道高手，结果阿华不敌张扬而落败。初次尝到失败味道的阿华，才发现天外有天、人上有人。
阿华落魄地回老家散心，发现阿兰有钱的表哥颜大常（兰父是他姑父）刚从美国回来，这次他花钱为村里办了很多善事，兰父也决定完成兰母以前订下的婚约让阿兰嫁给表哥大常。尽管大常很有钱，但是为人却嚣张跋扈并嘲笑当警察的阿华，阿华此时只得与阿兰秘密交往。跟着阿华一同归来的还有CID同事生抽王，热爱音乐的他竟然对华母一见钟情。生抽王醉酒不省人事，华母就用元家解酒法为他醒酒，两人在一起相处竟然还能听到对方的心声，因此互生好感。
英籍高级警官携带机密文件被罪犯抢劫，上级下令让义叔和张扬这两组人马尽快破案。而华得知生抽王追求其母，就发火并动手打了生抽王，在义叔的调停下两人和好。之后阿华与生抽王在任务中抓获罪犯，然而义叔却被炸伤住院，令阿华再次内疚自责并回到老家散心。阿兰看到阿华意志消沉就主动鼓励劝说他重振信心，之后阿兰准备跟从表哥大常赴美之时，阿华勇敢对阿兰示爱把她挽留在自己身边，两人的爱情也得到兰父和村民的祝福。
阿华返回警署后，被关在警署的罪犯大佬的小弟们持械攻入警署与警察们火拼，最后时刻张扬为了抢功从阿华手中抓得罪犯。最终矛盾激化的华与张报名参加第20届皇家警察跆拳道大赛，经过多轮过关斩将后二人终于在总决赛中正式对决。阿華在前面几轮中完全处于下风，最后靠着他的超级旋风腿的本事赢得冠军，让张扬输的心服口服，阿华的英雄之名更加声名远播。于是他在大屿山开了一家跆拳道训练館，引来许多青少年报名向他学习旋风腿功夫。

## 角色
| 演员   | 角色   | 备注                             | 粵語配音 |
| 劉德華 | 元德華 | 警察，跆拳道高手                 | 劉德華   |
| 林建明 |        | 華的母親                         | 林建明   |
| 張曼玉 | 阿蘭   | 華從小青梅竹馬的情人，有些口吃   | 張曼玉   |
| 秦沛   |        | 阿蘭的父亲，华的师父             | 秦沛     |
| 陳惠敏 | 畢義   | 華的上司，第一組督察             | 馮永和   |
| 黃秋生 | 生抽王 | 華的同事，喜歡華母               | 黃秋生   |
| 張家輝 |        | 華的同事                         | 張家輝   |
| 江道海 |        | 華的同事                         |          |
| 張耀揚 | 張揚   | 第四組督察，跆拳道高手，華的對手 | 黃允材   |
| 成奎安 | 郵差   | 客串                             | 賈鳳梧   |
| 胡楓   | 修叔   | 畢義、張揚的上司，階級警司       | 胡楓     |
| 陳志輝 | 健哥   | 客串                             |          |
| 黃德斌 | 警察   | 張揚的下屬                       |          |
| 施介強 | 技安   | 阿蘭、阿華的朋友                 |          |

## 音樂
生抽王唱的歌：
- 《愛到你發狂》譚詠麟
- 《梨渦淺笑》許冠傑
- 《父母恩》許冠傑
- 《只願一生愛一人》張學友

## 外部連結
- 開眼電影網上《嘩！英雄》的資料（繁體中文）
- 香港影庫上《嘩！英雄》的資料（繁體中文）
- 豆瓣电影上《嘩！英雄》的資料 （简体中文）
- 时光网上《嘩！英雄》的資料（简体中文）
- 爛番茄上《嘩！英雄》的資料（英文）
- 互联网电影数据库（IMDb）上《嘩！英雄》的资料（英文）